# Réserve naturelle nationale du Sabot de Frotey
La réserve naturelle nationale du Sabot de Frotey (RNN54) est une réserve naturelle nationale située à proximité de Vesoul dans la Haute-Saône. Créée en 1981 sur une superficie de 98 ha, elle protège un ensemble de pelouses sèches présentent un intérêt écologique élevé. Son nom vient d'une roche calcaire sculptée par l'érosion : le Sabot de Frotey.

## Localisation

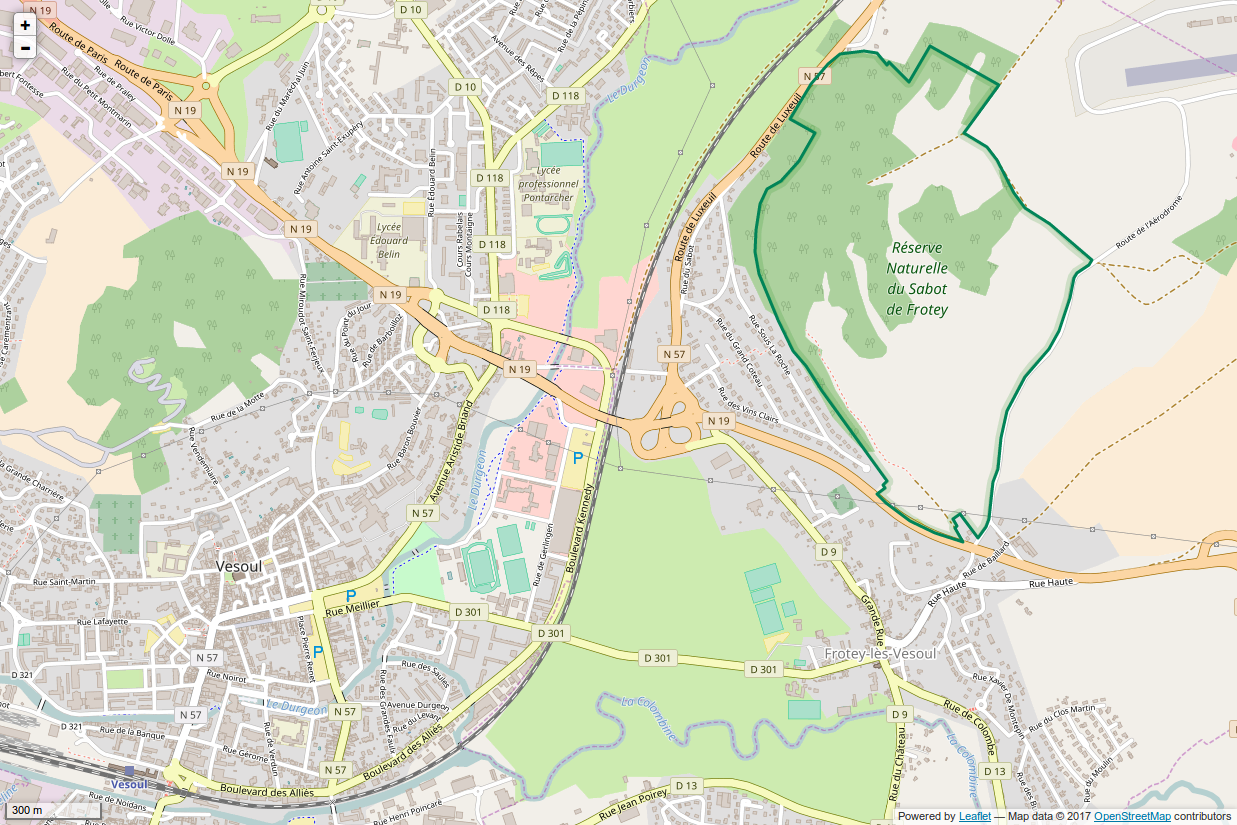
Périmètre de la réserve naturelle.

Le territoire de la réserve naturelle concerne la commune de Frotey-lès-Vesoul dans la Haute-Saône à quelques kilomètres de Vesoul. Il comprend un plateau constitué de pelouses sèches et de boisements de pins se terminant par une falaise calcaire orientée ouest et érodée par endroits jusqu'à former des monolithes dont l'un a une forme de sabot.
Le lieu-dit de la Combe Freteuille se trouve au sein de la réserve.

## Histoire du site et de la réserve

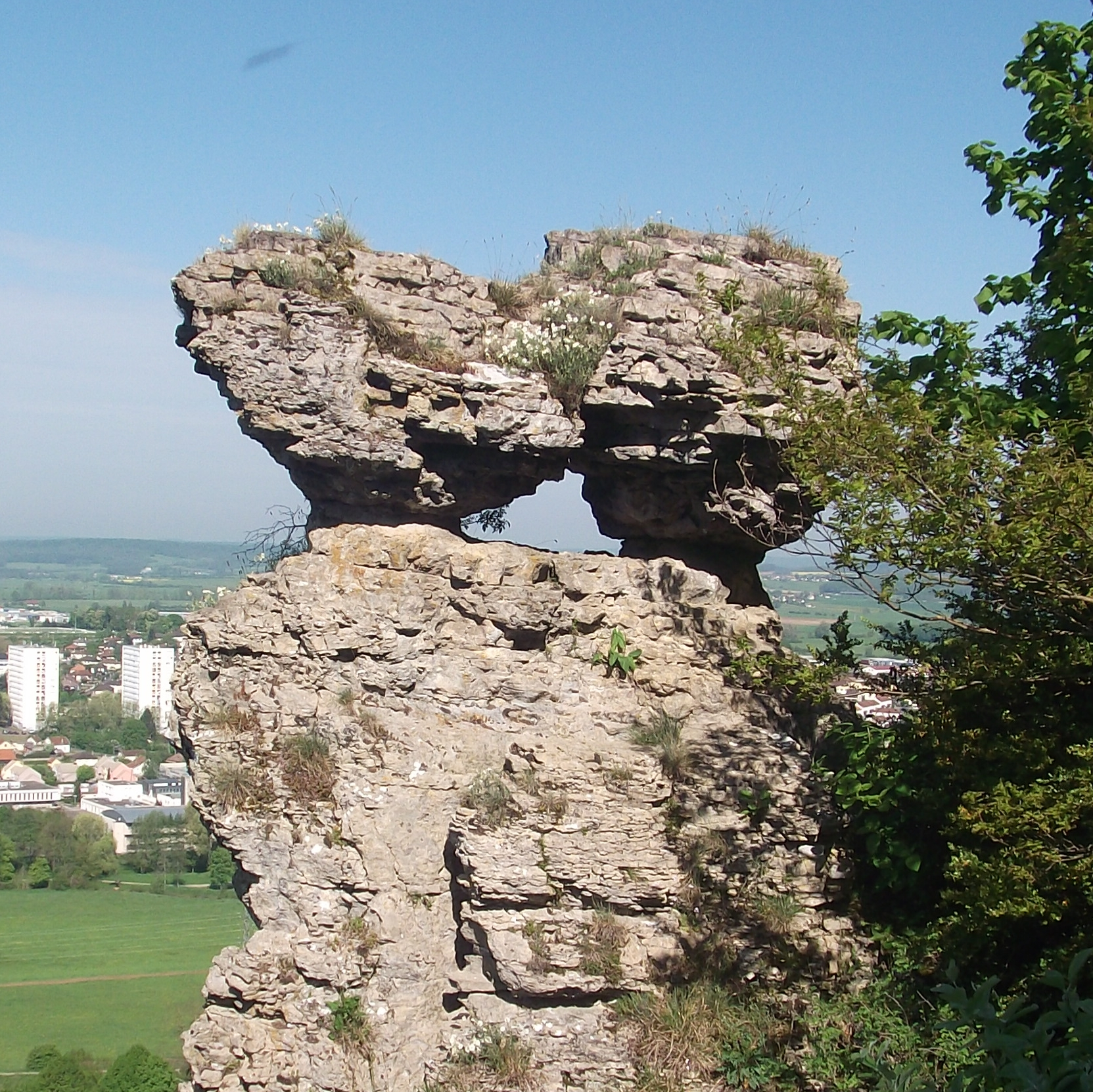
Le sabot de Frotey

Des naturalistes ont parcouru le site dès le XIXe siècle. Le Sabot de Frotey a fait l'objet d'un classement ministériel en 1913. Dans les années 60-70, les spécialistes viennent observer la floraison de l'Hélianthème des Apennins.
La réserve naturelle est créée en 1981 pour protéger de l'urbanisation un ensemble de milieux servant de relais biogéographique entre les massifs jurassien et vosgien. Après abandon du pâturage traditionnel (ovin, caprin et bovin) des pelouses communales vers 1965, arbustes et arbres, en particulier le pin noir, ont commencé à reconquérir le site, d’où la mise en place depuis 1988 de travaux annuels de restauration des pelouses (abattage de pins, coupe de buis). Ils permettent peu à peu de rouvrir et de reconnecter les pelouses entre elles, tout en gardant un réseau important de haies et bosquets feuillus,.

## Écologie (Biodiversité, intérêt écopaysager…)

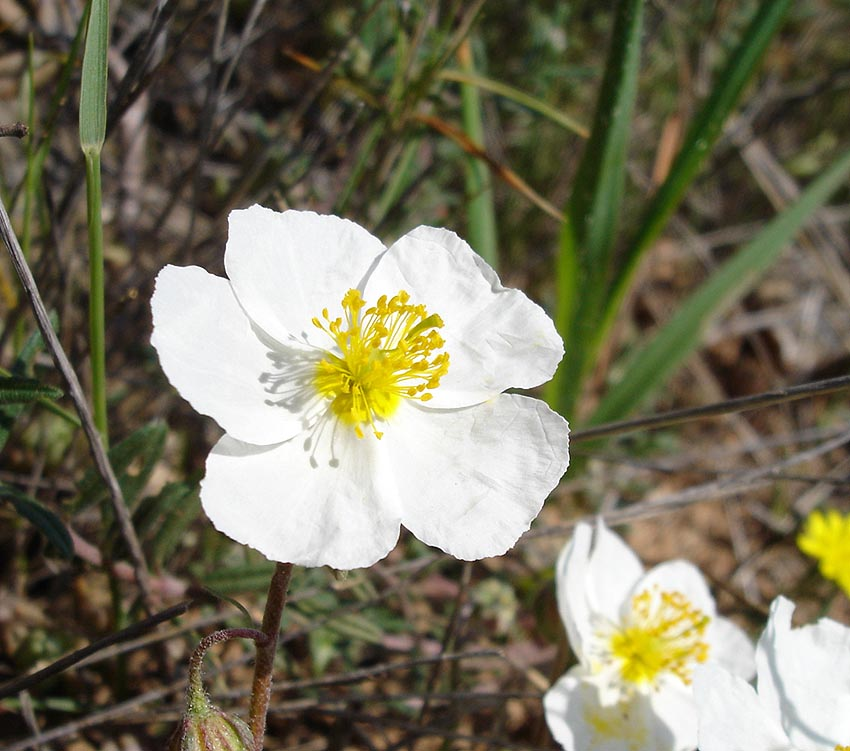
Hélianthème des Apennins

La réserve naturelle comprend une falaise calcaire longue de plus de 600 m (et atteignant 40 m de haut au niveau du Sabot de Frotey) et un ensemble de pelouses sèches calcicoles, le tout exposé au sud-ouest.

### Flore
Parmi plus de 440 plantes inventoriées, rares ou plus banales, soulignons le cas de l’Hélianthème des Apennins (moins de 10 stations en Franche-Comté) qui fleurit abondamment de mai à juin sur la corniche. Une vingtaine d’espèces d’orchidées se partagent les pelouses, haies et taillis clairs. L’abondance de l’Orchis bouffon, de l’Orchis pyramidal et de l’Ophrys frelon est notable.

### Faune

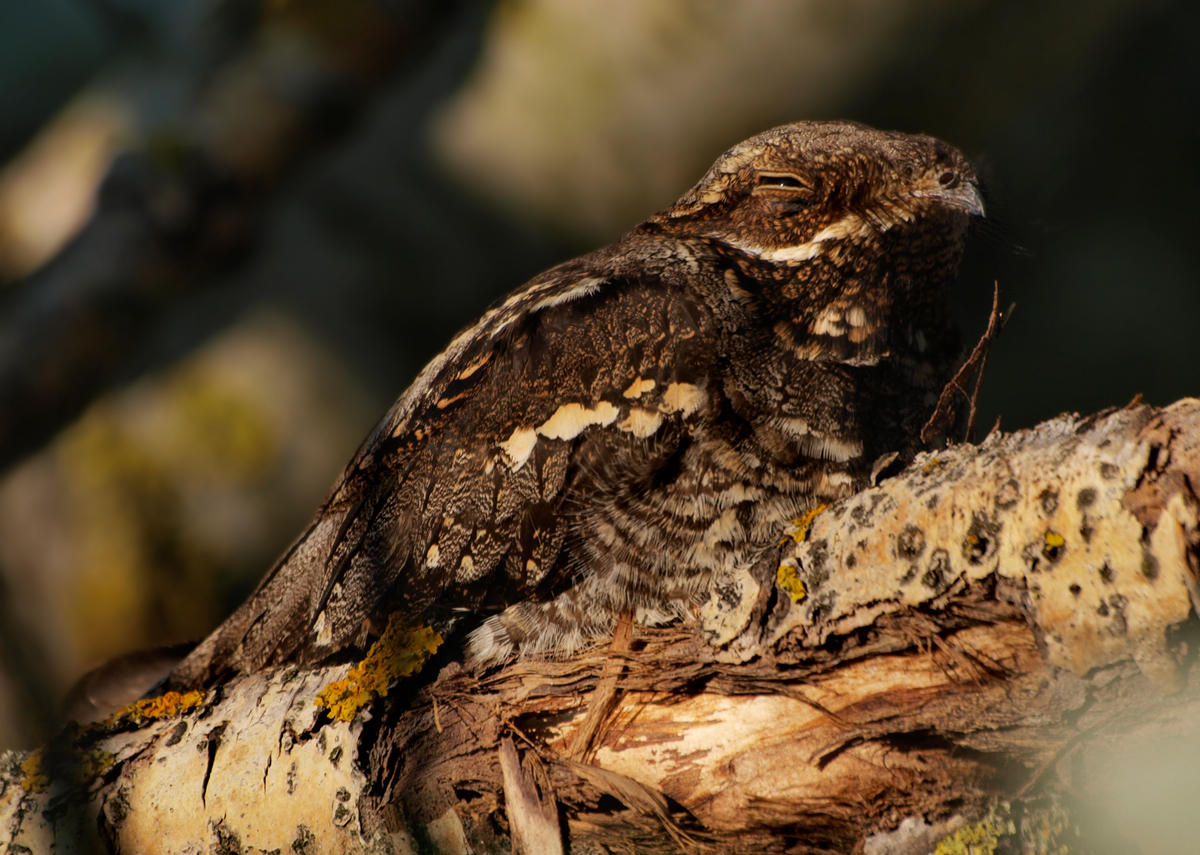
Engoulevent d'Europe

Pour les oiseaux, à côte de l’Alouette lulu, du Bruant zizi ou encore du Pic noir, retenons la présence de l’Engoulevent d'Europe, étrange oiseau crépusculaire et nocturne qui dépend de la riche faune entomologique, dont les orthoptères et les papillons nocturnes. Les orthoptères comprennent 39 espèces, parmi lesquelles le Criquet italien, l’Œdipode bleue et le Dectique verrucivore. Plus de 500 espèces de papillons nocturnes, dont la Laineuse du prunellier, se joignent à une centaine d’espèces diurnes, dont l’Azuré du serpolet. L’arrivée de papillons nocturnes méridionaux se confirme depuis 2003. La réserve (et ses abords) est un des rares sites de Franche-Comté abritant l’Ascalaphe soufré et l’Ascalaphe ambré.

## Intérêt touristique et pédagogique
La réserve est un lieu de promenade fréquenté. On accède librement aux sentiers balisés qui conviennent parfaitement à une ou plusieurs visites naturalistes.

## Administration, Plan de gestion, règlement
La réserve naturelle est gérée par l'Association Gestion Sabot Frotey et la LPO Franche-Comté. Le plan de gestion 2006-2010 est terminé.

### Outils et statut juridique
La réserve naturelle a été créée par un décret du 28 août 1981.